# Santos Protomártires en Vía Aurelia Antica (título cardenalicio)
El título cardenalicio de Santos Protomártires en Vía Aurelia Antica fue instituido el 5 de febrero de 1969 por el Papa Pablo VI.

## Titulares
- Joseph-Albert Malula (30 de abril de 1969 - 14 de junio de 1989)
- Henri Schwery (28 de junio de 1991 - 7 de enero de 2021)
- Anthony Poola ( desde el 27 de agosto del 2022)